# Bondecirkuläret
Bondecirkuläret, var en från danska regeringskansliet utgående rundskrivelse 8 november 1845, vilken syftade till att undertrycka de pågående frihetssträvandena bland de danska bönderna genom att kraftigt inskränka mötesfriheten. Tillsammans med den samtidigt förda politiken som starkt inskränkte tryckfriheten ledde dock istället till våldsamma protester, och upphävdes redan 12 maj 1846 genom ingripande av kung Kristian VIII av Danmark.